# Александaр Востоков
Александaр Христофорович Востоков (рус. Алекса́ндр Христофо́рович Восто́ков; 27. март 1781 — 20. фебруар 1864) био је један од првих руских филолога.

## Биографија
Рођен је у балтичкој немачкој породици у Куресареу, Ливонска губернија, а студирао је на Империјалној академији уметности у Санкт Петербургу. Волео је да експериментише са језиком и у једној од својих песама представио је женско име Светлана, које је стекло популарност истоименом баладом Василија Жуковскиа.
Востоков је током свог живота био познат као песник и преводилац, али његова словенска граматика из 1820. године имала је највише утицаја. Проучавао је српску ћирилицу кроз историју, на доступним писаним споменицима. Преводио је српске народне песме на руски језик (1824-1826) и објављивао их у руским часописима. Био је као један од оснивача словенске филологије, коресподентни члан Друштва српске словесности од 1851. године.
Године 1815. придружио се особљу Националне библиотеке Русије, где је открио најстарију књигу која је написана славонским народним језиком, такозвано Остромирово јеванђеље. Године 1841. изабран је у Руској академији наука. Радови Востокова о црквенословенском језику добили су високу оцену славистике.
Такође, поставио је темеље савремене руске топономастике. Године 1812. објавио је чланак са насловом „Пример аматерима етимологије“ (енгл. An example to the amateurs of etymology),, где је тврдио да географски називи (топонимика) имају елементе који се понављају и које је назвао форманте и који помажу у успостављају етимолошких имена. На пример, завршеци -ва, -га и -ма на крају имена као што су Силва, Онега и Кама, могу значити „вода“ на језицима из којих ови називи потичу. Иако овај чланак није добио довољно пажње током живота Востокова, касније је добио признање, а Востоков се наводи као један од оснивача топономастике у Русији.